# Liste des monuments historiques des Hauts-de-Seine
Cet article recense les monuments historiques des Hauts-de-Seine, en France.

## Généralités
Au 30 juillet 2025, les Hauts-de-Seine comptent 178 édifices comportant au moins une protection au titre des monuments historiques, dont 59 sont classés et 127 sont inscrits. Le total des monuments classés et inscrits est supérieur au nombre total de monuments protégés car plusieurs d'entre eux sont à la fois classés et inscrits.
Certains monuments historiques concernent plusieurs communes : le parc de Saint-Cloud s'étend sur les territoires de Marnes-la-Coquette, Saint-Cloud, Sèvres et Ville-d'Avray. L'hippodrome de Saint-Cloud est situé sur les territoires des communes de Rueil-Malmaison et Saint-Cloud.
Le graphique suivant résume le nombre de premières protections par décennies (et 1862) :

## Liste
| Monument                                                         | Commune              | Adresse                                                                                               | Coordonnées                      | Notice         | Protection             | Date                | Illustration                                                     |
| ---------------------------------------------------------------- | -------------------- | --- | -------------------------------- | -------------- | ---------------------- | ------------------- | ---------------------------------------------------------------- |
| Église Saint-Saturnin                                            | Antony               | 2, place de l'Eglise                                                                                  | 48° 45′ 11″ nord, 2° 17′ 51″ est | « PA00088057 » | Inscrit                | 1928                | Église Saint-Saturnin                                            |
| Folie du marquis de Castries                                     | Antony               | 4, rue Prosper-Legouté                                                                                | 48° 44′ 53″ nord, 2° 17′ 37″ est | « PA00088058 » | Inscrit                | 1974                | Folie du marquis de Castries                                     |
| Maison Saint-Jean                                                | Antony               | 69, rue Auguste-Mounié                                                                                | 48° 45′ 11″ nord, 2° 17′ 51″ est | « PA00088059 » | Inscrit                | 1973                | Maison Saint-Jean                                                |
| Manufacture royale des cires                                     | Antony               | 14, avenue du Bois-de-Verrières                                                                       | 48° 45′ 18″ nord, 2° 17′ 40″ est | « PA00088060 » | Inscrit                | 1929                | Manufacture royale des cires                                     |
| Propriété de François Molé                                       | Antony               | 1, rue des Sources                                                                                    | 48° 44′ 58″ nord, 2° 17′ 37″ est | « PA00088061 » | Inscrit                | 1974                | Propriété de François Molé                                       |
| Château d'Asnières                                               | Asnières-sur-Seine   | 89, rue du Château                                                                                    | 48° 54′ 37″ nord, 2° 17′ 37″ est | « PA00088062 » | Classé                 | 1971 1996           | Château d'Asnières                                               |
| Église Sainte-Geneviève                                          | Asnières-sur-Seine   | Rue de l'Église                                                                                       | 48° 54′ 39″ nord, 2° 17′ 35″ est | « PA00088064 » | Inscrit                | 1929                | Église Sainte-Geneviève                                          |
| Gare des Carbonnets                                              | Asnières-sur-Seine   | Impasse des Carbonnets                                                                                | 48° 54′ 44″ nord, 2° 16′ 24″ est | « PA00088063 » | Inscrit                | 1985                | Gare des Carbonnets                                              |
| Immeuble                                                         | Asnières-sur-Seine   | 55, rue Maurice-Bokanowski                                                                            | 48° 54′ 34″ nord, 2° 17′ 26″ est | « PA00088065 » | Inscrit                | 1929                | Immeuble                                                         |
| Cadran solaire                                                   | Bagneux              | Médiathèque Louis-Aragon, 2, avenue Gabriel-Péri                                                      | 48° 47′ 49″ nord, 2° 18′ 24″ est | « PA00088066 » | Inscrit                | 1935                | Cadran solaire                                                   |
| Église Saint-Hermeland                                           | Bagneux              | 8, place de la République                                                                             | 48° 47′ 47″ nord, 2° 18′ 07″ est | « PA00088067 » | Classé                 | 1862                | Église Saint-Hermeland                                           |
| Maison                                                           | Bagneux              | Place de la République Avenue Gabriel-Péri                                                            | 48° 47′ 48″ nord, 2° 18′ 08″ est | « PA00088171 » | Inscrit                | 1990                | Image manquante Téléverser                                       |
| Maison de Richelieu                                              | Bagneux              | 4, rue Étienne-Dolet                                                                                  | 48° 47′ 46″ nord, 2° 18′ 17″ est | « PA00088068 » | Inscrit Classé Inscrit | 1938 1975 2006      | Maison de Richelieu                                              |
| Soufflerie Hispano-Suiza                                         | Bois-Colombes        | 20, rue du Moulin-Bailly Rue du Capitaine-Guynemer                                                    | 48° 54′ 28″ nord, 2° 15′ 31″ est | « PA92000004 » | Inscrit                | 2000                | Soufflerie Hispano-Suiza                                         |
| Atelier de Dora Gordine                                          | Boulogne-Billancourt | 21, rue du Belvédère                                                                                  | 48° 50′ 26″ nord, 2° 14′ 58″ est | « PA00088069 » | Inscrit                | 1975                | Atelier de Dora Gordine                                          |
| Atelier Lipchitz                                                 | Boulogne-Billancourt | 9, allée des Pins                                                                                     | 48° 50′ 46″ nord, 2° 14′ 41″ est | « PA00088070 » | Inscrit                | 1975                | Atelier Lipchitz                                                 |
| Bibliothèque Marmottan                                           | Boulogne-Billancourt | 39, rue Denfert-Rochereau 7, place Denfert-Rochereau 15, 17, 19, rue Salomon-Reinach                  | 48° 50′ 36″ nord, 2° 14′ 47″ est | « PA00088071 » | Inscrit                | 1984                | Bibliothèque Marmottan                                           |
| Château de Buchillot                                             | Boulogne-Billancourt | 10, 12, rue de l'Abreuvoir 1, rue des Victoires                                                       | 48° 50′ 51″ nord, 2° 13′ 57″ est | « PA00088072 » | Inscrit                | 1951                | Château de Buchillot                                             |
| Domaine Albert Kahn                                              | Boulogne-Billancourt | 14, rue du Port                                                                                       | 48° 50′ 31″ nord, 2° 13′ 39″ est | « PA92000023 » | Inscrit                | 2015                | Domaine Albert Kahn                                              |
| Château Rothschild                                               | Boulogne-Billancourt | 1ter, boulevard Anatole-France                                                                        | 48° 50′ 59″ nord, 2° 14′ 01″ est | « PA92000003 » | Inscrit                | 1997                | Château Rothschild                                               |
| Église Notre-Dame-des-Menus                                      | Boulogne-Billancourt | Rue de l'Église                                                                                       | 48° 50′ 46″ nord, 2° 14′ 11″ est | « PA00088073 » | Classé                 | 1862                | Église Notre-Dame-des-Menus                                      |
| Hôtel de ville                                                   | Boulogne-Billancourt | 26, avenue André-Morizet                                                                              | 48° 50′ 09″ nord, 2° 14′ 26″ est | « PA00088077 » | Inscrit                | 1975                | Hôtel de ville                                                   |
| Hôtel Walewska                                                   | Boulogne-Billancourt | 7, rue de Montmorency                                                                                 | 48° 50′ 43″ nord, 2° 14′ 00″ est | « PA00088074 » | Inscrit                | 1986                | Hôtel Walewska                                                   |
| Immeuble Molitor                                                 | Boulogne-Billancourt | 24, rue Nungesser-et-Coli 23, rue de la Tourelle                                                      | 48° 50′ 36″ nord, 2° 15′ 05″ est | « PA00088075 » | Classé                 | 2017                | Image manquante Téléverser                                       |
| Immeuble                                                         | Boulogne-Billancourt | 7, rue du Parchamp                                                                                    | 48° 50′ 48″ nord, 2° 14′ 15″ est | « PA00088076 » | Inscrit                | 1978                | Immeuble                                                         |
| Maison Dujarric de la Rivière                                    | Boulogne-Billancourt | 18 bis, avenue Robert-Schuman                                                                         | 48° 50′ 35″ nord, 2° 14′ 55″ est | « PA00088083 » | Inscrit                | 1975                | Maison Dujarric de la Rivière                                    |
| Maison                                                           | Boulogne-Billancourt | 5, rue de Montmorency                                                                                 | 48° 50′ 43″ nord, 2° 14′ 00″ est | « PA00088081 » | Inscrit                | 1965                | Maison                                                           |
| Maison d'Alfred Lombard                                          | Boulogne-Billancourt | 2, rue Gambetta 1bis, avenue Jean-Baptiste-Clément                                                    | 48° 50′ 52″ nord, 2° 14′ 30″ est | « PA00088080 » | Inscrit                | 1975                | Maison d'Alfred Lombard                                          |
| Maison Collinet                                                  | Boulogne-Billancourt | 8, rue Denfert-Rochereau                                                                              | 48° 50′ 50″ nord, 2° 14′ 33″ est | « PA00088079 » | Inscrit                | 1984                | Maison Collinet                                                  |
| Maison Cook                                                      | Boulogne-Billancourt | 6, rue Denfert-Rochereau                                                                              | 48° 50′ 50″ nord, 2° 14′ 33″ est | « PA00088078 » | Inscrit                | 1972                | Maison Cook                                                      |
| Maison de Joseph Bernard                                         | Boulogne-Billancourt | 24, avenue Robert-Schuman                                                                             | 48° 50′ 33″ nord, 2° 14′ 54″ est | « PA92000005 » | Inscrit                | 2000                | Maison de Joseph Bernard                                         |
| Maison Mietschaninoff                                            | Boulogne-Billancourt | 7, allée des Pins                                                                                     | 48° 50′ 46″ nord, 2° 14′ 42″ est | « PA00088082 » | Inscrit                | 1975                | Maison Mietschaninoff                                            |
| Synagogue de Boulogne-Billancourt                                | Boulogne-Billancourt | 43, rue des Abondances                                                                                | 48° 50′ 51″ nord, 2° 13′ 49″ est | « PA00088084 » | Inscrit                | 1986                | Synagogue de Boulogne-Billancourt                                |
| Maison Hennebique                                                | Bourg-la-Reine       | 1, avenue du Lycée-Lakanal 22, avenue Victor-Hugo                                                     | 48° 46′ 39″ nord, 2° 18′ 37″ est | « PA00088085 » | Inscrit Classé         | 1972 2012 2014      | Maison Hennebique                                                |
| Château de la Roseraie                                           | Châtenay-Malabry     | Place Voltaire                                                                                        | 48° 45′ 59″ nord, 2° 16′ 44″ est | « PA00088086 » | Inscrit                | 1946                | Château de la Roseraie                                           |
| Église Saint-Germain-l'Auxerrois                                 | Châtenay-Malabry     | 2, rue du Lavoir                                                                                      | 48° 45′ 57″ nord, 2° 16′ 48″ est | « PA00088088 » | Inscrit                | 1928                | Église Saint-Germain-l'Auxerrois                                 |
| Pavillon Colbert                                                 | Châtenay-Malabry     | 35 à 47, rue Jean-Longuet 2, rue Colbert 1 à 25, rue des Tournelles                                   | 48° 46′ 14″ nord, 2° 16′ 53″ est | « PA00088089 » | Inscrit                | 1974                | Pavillon Colbert                                                 |
| Vallée-aux-Loups                                                 | Châtenay-Malabry     | 87, rue de Chateaubriand                                                                              | 48° 46′ 22″ nord, 2° 15′ 52″ est | « PA00088087 » | Inscrit Classé         | 1964 1978           | Vallée-aux-Loups                                                 |
| Église Saint-Philippe-et-Saint-Jacques                           | Châtillon            | 1, Place de l'Église                                                                                  | 48° 47′ 59″ nord, 2° 17′ 25″ est | « PA00088090 » | Inscrit                | 1928                | Église Saint-Philippe-et-Saint-Jacques                           |
| Église Notre-Dame-du-Calvaire                                    | Châtillon            | 2, avenue de la Paix                                                                                  | 48° 48′ 28″ nord, 2° 17′ 04″ est | « PA92000012 » | Inscrit                | 2004                | Église Notre-Dame-du-Calvaire                                    |
| Folie Desmares                                                   | Châtillon            | 17, rue de la Gare                                                                                    | 48° 48′ 04″ nord, 2° 17′ 24″ est | « PA00088091 » | Inscrit                | 1987                | Folie Desmares                                                   |
| Treuil de carrière                                               | Châtillon            | 19, rue Ampère                                                                                        | 48° 48′ 12″ nord, 2° 16′ 47″ est | « PA00088177 » | Inscrit                | 1992                | Treuil de carrière                                               |
| Chapelle funéraire de Jules Hunebelle                            | Clamart              | Cimetière communal de Clamart, 26, rue du Bois-Tardieu                                                | 48° 47′ 35″ nord, 2° 16′ 10″ est | « PA92000016 » | Inscrit                | 2006                | Chapelle funéraire de Jules Hunebelle                            |
| Église Saint-Pierre-Saint-Paul                                   | Clamart              | Place de l'Église                                                                                     | 48° 47′ 57″ nord, 2° 15′ 48″ est | « PA00088092 » | Inscrit                | 1928                | Église Saint-Pierre-Saint-Paul                                   |
| Hospice Ferrari                                                  | Clamart              | 1, place Ferrari Rue du Nord Rue de l'Ouest Rue Taboise                                               | 48° 47′ 55″ nord, 2° 15′ 45″ est | « PA00088093 » | Inscrit Classé         | 1983 2003 2019      | Hospice Ferrari                                                  |
| Hôtel de ville                                                   | Clamart              | 1, avenue Jean-Jaurès                                                                                 | 48° 48′ 03″ nord, 2° 15′ 47″ est | « PA00088094 » | Inscrit                | 1929 1989           | Hôtel de ville                                                   |
| Maison de l'abbé Delille                                         | Clamart              | 26, avenue du Président-Roosevelt                                                                     | 48° 48′ 17″ nord, 2° 15′ 31″ est | « PA00088095 » | Inscrit                | 1954                | Maison de l'abbé Delille                                         |
| Maison                                                           | Clamart              | 9 rue Chef-de-Ville 10 rue Pierre-et-Marie-Curie                                                      | 48° 48′ 00″ nord, 2° 15′ 53″ est | « PA92000160 » | Inscrit                | 2017                | Maison                                                           |
| Petite Bibliothèque ronde                                        | Clamart              | 14, cité de la Plaine Rue de Champagne                                                                | 48° 47′ 10″ nord, 2° 14′ 49″ est | « PA00125464 » | Classé                 | 2009                | Petite Bibliothèque ronde                                        |
| Pierre aux Moines                                                | Clamart              | Bois de Clamart, Route de la Fontaine-aux-Lynx                                                        | 48° 47′ 43″ nord, 2° 14′ 34″ est | « PA00088096 » | Classé                 | 1895                | Pierre aux Moines                                                |
| Église Saint-Médard                                              | Clichy               | 94, boulevard Jean-Jaurès                                                                             | 48° 54′ 14″ nord, 2° 18′ 13″ est | « PA00088097 » | Inscrit                | 1969                | Église Saint-Médard                                              |
| Entrepôts du Printemps                                           | Clichy               | 69, boulevard du Général-Leclerc                                                                      | 48° 54′ 16″ nord, 2° 18′ 38″ est | « PA00088172 » | Inscrit                | 1991                | Entrepôts du Printemps                                           |
| Maison du Peuple de Clichy                                       | Clichy               | 39, 41, boulevard du Général-Leclerc                                                                  | 48° 54′ 05″ nord, 2° 18′ 53″ est | « PA00088098 » | Classé                 | 1983                | Maison du Peuple de Clichy                                       |
| Pavillon de Vendôme                                              | Clichy               | 7, rue du Landy 93, rue Maître                                                                        | 48° 54′ 17″ nord, 2° 18′ 15″ est | « PA00088099 » | Classé                 | 1983                | Pavillon de Vendôme                                              |
| Ancienne église Saint-Pierre-Saint-Paul                          | Colombes             | Place du Général-Leclerc                                                                              | 48° 55′ 24″ nord, 2° 15′ 09″ est | « PA00088100 » | Inscrit                | 1937                | Ancienne église Saint-Pierre-Saint-Paul                          |
| Usine élévatrice des eaux                                        | Colombes             | 82, rue Paul-Bert                                                                                     | 48° 55′ 53″ nord, 2° 14′ 39″ est | « PA00088179 » | Inscrit                | 1992                | Usine élévatrice des eaux                                        |
| Caserne Charras                                                  | Courbevoie           | 140, boulevard Saint-Denis                                                                            | 48° 53′ 57″ nord, 2° 16′ 07″ est | « PA00088101 » | Inscrit                | 1929                | Caserne Charras                                                  |
| Église Saint-Pierre-Saint-Paul                                   | Courbevoie           | 10, rue Boudoux                                                                                       | 48° 53′ 48″ nord, 2° 15′ 26″ est | « PA00088102 » | Inscrit                | 1971                | Église Saint-Pierre-Saint-Paul                                   |
| Hôtel de Guines                                                  | Courbevoie           | 51, rue de Visien                                                                                     | 48° 53′ 50″ nord, 2° 15′ 16″ est | « PA00088103 » | Classé                 | 1980 2005           | Hôtel de Guines                                                  |
| Hôtel de ville                                                   | Courbevoie           | Place de l'Hôtel-de-Ville                                                                             | 48° 53′ 43″ nord, 2° 15′ 22″ est | « PA00088104 » | Inscrit                | 1980                | Hôtel de ville                                                   |
| Pavillon des Indes                                               | Courbevoie           | 142, boulevard Saint-Denis                                                                            | 48° 53′ 59″ nord, 2° 16′ 05″ est | « PA00088105 » | Inscrit                | 1987                | Pavillon des Indes                                               |
| Pavillon de la Suède et de la Norvège                            | Courbevoie           | Rue Jean-Baptiste-Charcot 176, boulevard Saint-Denis                                                  | 48° 54′ 02″ nord, 2° 16′ 19″ est | « PA00088106 » | Inscrit                | 1987                | Pavillon de la Suède et de la Norvège                            |
| Château Laboissière                                              | Fontenay-aux-Roses   | 10, place du Général-de-Gaulle                                                                        | 48° 47′ 31″ nord, 2° 17′ 17″ est | « PA00088108 » | Inscrit                | 1956                | Château Laboissière                                              |
| Collège Sainte-Barbe-des-Champs                                  | Fontenay-aux-Roses   | 6-10, Place du Château-Sainte-Barbe                                                                   | 48° 47′ 27″ nord, 2° 17′ 28″ est | « PA00088107 » | Inscrit                | 1943                | Collège Sainte-Barbe-des-Champs                                  |
| Hospice Brézin                                                   | Garches              | 104, boulevard Raymond-Poincaré                                                                       | 48° 50′ 20″ nord, 2° 10′ 08″ est | « PA00088109 » | Inscrit                | 1978                | Hospice Brézin                                                   |
| Propriété de Nubar Bey                                           | Garches              | 75, rue du 19-Janvier                                                                                 | 48° 51′ 03″ nord, 2° 11′ 30″ est | « PA00088110 » | Inscrit                | 1976                | Image manquante Téléverser                                       |
| Château d'Issy                                                   | Issy-les-Moulineaux  | 3, rue Marcellin-Berthelot                                                                            | 48° 49′ 22″ nord, 2° 16′ 24″ est | « PA00088111 » | Inscrit                | 1933                | Château d'Issy                                                   |
| Église Notre-Dame-des-Pauvres                                    | Issy-les-Moulineaux  | 27, boulevard Gallieni 4-6, rue Charlot                                                               | 48° 49′ 38″ nord, 2° 16′ 05″ est | « PA92000018 » | Inscrit                | 2007                | Église Notre-Dame-des-Pauvres                                    |
| Église Saint-Étienne                                             | Issy-les-Moulineaux  | 5, Place de l'Église                                                                                  | 48° 49′ 22″ nord, 2° 16′ 37″ est | « PA00088112 » | Inscrit                | 1929                | Église Saint-Étienne                                             |
| Hôpital suisse de Paris                                          | Issy-les-Moulineaux  | 23, avenue Jean-Jaurès 14, rue Minard                                                                 | 48° 49′ 24″ nord, 2° 16′ 34″ est | « PA92000002 » | Inscrit                | 1996                | Hôpital suisse de Paris                                          |
| Manufacture des tabacs                                           | Issy-les-Moulineaux  | 17, rue Ernest-Renan Rue Georges-Dorie Rue Maurice-Hartmann                                           | 48° 49′ 42″ nord, 2° 16′ 57″ est | « PA00088113 » | Inscrit                | 1984                | Manufacture des tabacs                                           |
| Palais des Arts et des Congrès d'Issy-les-Moulineaux             | Issy-les-Moulineaux  | 23-25, rue Victor-Cresson                                                                             | 48° 49′ 22″ nord, 2° 16′ 12″ est | « PA92000021 » | Inscrit                | 2011                | Palais des Arts et des Congrès d'Issy-les-Moulineaux             |
| Séminaire Saint-Sulpice                                          | Issy-les-Moulineaux  | 25 à 35, rue du Général-Leclerc 17 à 23, rue Minard                                                   | 48° 49′ 31″ nord, 2° 16′ 34″ est | « PA92000001 » | Inscrit Classé         | 1996                | Séminaire Saint-Sulpice                                          |
| Tour aux figures                                                 | Issy-les-Moulineaux  | Île Saint-Germain                                                                                     | 48° 49′ 43″ nord, 2° 15′ 31″ est | « PA00088178 » | Classé                 | 2008                | Tour aux figures                                                 |
| Institut hospitalier franco-britannique                          | Levallois-Perret     | 48, 52, rue de Villiers Rue Barbès 2, rue Voltaire 75, rue Chaptal                                    | 48° 53′ 25″ nord, 2° 16′ 49″ est | « PA00088114 » | Inscrit                | 1987                | Institut hospitalier franco-britannique                          |
| Temple de la Petite Étoile                                       | Levallois-Perret     | 81, rue Anatole-France                                                                                | 48° 53′ 34″ nord, 2° 17′ 03″ est | « PA00125465 » | Classé                 | 1995                | Temple de la Petite Étoile                                       |
| Villa mauresque                                                  | Levallois-Perret     | 11, 13, 13 bis villa Chaptal                                                                          | 48° 53′ 30″ nord, 2° 16′ 52″ est | « PA00125466 » | Classé                 | 1993                | Villa mauresque                                                  |
| Faculté de droit de l'université René-Descartes - Paris V        | Malakoff             | 10, avenue Pierre-Larousse                                                                            | 48° 49′ 27″ nord, 2° 18′ 07″ est | « PA92000013 » | Inscrit                | 2004                | Faculté de droit de l'université René-Descartes - Paris V        |
| Hôtel                                                            | Malakoff             | 98, avenue Pierre-Brossolette                                                                         | 48° 49′ 05″ nord, 2° 18′ 29″ est | « PA00088115 » | Inscrit                | 1980                | Hôtel                                                            |
| Usine Clacquesin                                                 | Malakoff             | 18, avenue du Maréchal-Leclerc                                                                        | 48° 49′ 15″ nord, 2° 18′ 38″ est | « PA92000010 » | Classé                 | 2009                | Usine Clacquesin                                                 |
| Église Sainte-Eugénie                                            | Marnes-la-Coquette   | 1, place de la Mairie                                                                                 | 48° 49′ 49″ nord, 2° 10′ 40″ est | « PA00125467 » | Inscrit                | 1993                | Église Sainte-Eugénie                                            |
| Hôtel de ville                                                   | Marnes-la-Coquette   | 3, place de la Mairie                                                                                 | 48° 49′ 49″ nord, 2° 10′ 39″ est | « PA00125468 » | Inscrit                | 1993                | Hôtel de ville                                                   |
| Parc de Saint-Cloud                                              | Marnes-la-Coquette   | Parc de Saint-Cloud                                                                                   | 48° 50′ 00″ nord, 2° 12′ 00″ est | « PA00133025 » | Classé                 | 1994                | Parc de Saint-Cloud                                              |
| Château de Meudon et hangar Y                                    | Meudon               | Avenue de Trivaux                                                                                     | 48° 47′ 52″ nord, 2° 14′ 00″ est | « PA00088117 » | Classé                 | 1972 2000           | Château de Meudon et hangar Y                                    |
| Domaine de Bellevue : glacières du château                       | Meudon               | 1, allée Pompadour                                                                                    | 48° 49′ 13″ nord, 2° 13′ 48″ est | « PA00088169 » | Inscrit                | 1990                | Domaine de Bellevue : glacières du château                       |
| Domaine de Bellevue : pavillon                                   | Meudon               | 59, route des Gardes                                                                                  | 48° 49′ 01″ nord, 2° 13′ 41″ est | « PA00088124 » | Inscrit                | 1990                | Domaine de Bellevue : pavillon                                   |
| Domaine de Bellevue : maison des Colonnes et grotte artificielle | Meudon               | 62, route des Gardes                                                                                  | 48° 48′ 57″ nord, 2° 13′ 30″ est | « PA00088167 » | Inscrit                | 1990                | Domaine de Bellevue : maison des Colonnes et grotte artificielle |
| Domaine de Bellevue : bâtiment                                   | Meudon               | 67, route des Gardes                                                                                  | 48° 49′ 00″ nord, 2° 13′ 39″ est | « PA00088168 » | Inscrit                | 1990                | Domaine de Bellevue : bâtiment                                   |
| Domaine de Bellevue : bâtiment des Gardes                        | Meudon               | 61, route des Gardes                                                                                  | 48° 49′ 01″ nord, 2° 13′ 41″ est | « PA00088166 » | Inscrit                | 1990                | Domaine de Bellevue : bâtiment des Gardes                        |
| Domaine de Bellevue : château                                    | Meudon               | Place du Président-Wilson Rue Basse-de-la-Terrasse                                                    | 48° 49′ 19″ nord, 2° 13′ 40″ est | « PA00088116 » | Inscrit                | 1974                | Domaine de Bellevue : château                                    |
| Église Saint-Martin                                              | Meudon               | 45, rue de la République                                                                              | 48° 48′ 26″ nord, 2° 14′ 11″ est | « PA00088118 » | Classé                 | 1996                | Église Saint-Martin                                              |
| Immeuble                                                         | Meudon               | 27, rue du Bel-Air                                                                                    | 48° 48′ 50″ nord, 2° 13′ 47″ est | « PA00088119 » | Classé                 | 1958                | Image manquante Téléverser                                       |
| Musée d'art et d'histoire de Meudon                              | Meudon               | 11, rue des Pierres                                                                                   | 48° 48′ 23″ nord, 2° 14′ 06″ est | « PA00088121 » | Classé                 | 1891                | Musée d'art et d'histoire de Meudon                              |
| Maison Bloc                                                      | Meudon               | Rue des Capucins                                                                                      | 48° 48′ 49″ nord, 2° 13′ 44″ est | « PA00088120 » | Classé                 | 1983                | Maison Bloc                                                      |
| Folie Huvé                                                       | Meudon               | 13, route de Vaugirard                                                                                | 48° 49′ 11″ nord, 2° 14′ 30″ est | « PA00088122 » | Classé                 | 1945                | Folie Huvé                                                       |
| Maison de Marcel Dupré                                           | Meudon               | 40, boulevard Anatole-France                                                                          | 48° 48′ 56″ nord, 2° 14′ 34″ est | « PA00135374 » | Inscrit                | 1995                | Maison de Marcel Dupré                                           |
| Office national d'études et de recherches aérospatiales          | Meudon               | 8, rue des Vertugadins                                                                                | 48° 48′ 05″ nord, 2° 14′ 12″ est | « PA92000006 » | Inscrit Classé         | 2000                | Office national d'études et de recherches aérospatiales          |
| Villa des Brillants                                              | Meudon               | 19, avenue Auguste-Rodin                                                                              | 48° 48′ 51″ nord, 2° 15′ 10″ est | « PA00088123 » | Classé                 | 1972                | Villa des Brillants                                              |
| Villa Van Doesburg                                               | Meudon               | 29, rue Charles-Infroit                                                                               | 48° 48′ 23″ nord, 2° 14′ 41″ est | « PA00088125 » | Inscrit                | 1965                | Villa Van Doesburg                                               |
| Église Saint-Jacques-le-Majeur                                   | Montrouge            | Place de la Libération 39-43, rue Gabriel-Péri                                                        | 48° 49′ 05″ nord, 2° 19′ 13″ est | « PA92000015 » | Inscrit                | 2006                | Église Saint-Jacques-le-Majeur                                   |
| Cathédrale Sainte-Geneviève-et-Saint-Maurice                     | Nanterre             | Rue de l'Église                                                                                       | 48° 53′ 27″ nord, 2° 11′ 46″ est | « PA00088126 » | Classé Inscrit         | 1975 2010           | Cathédrale Sainte-Geneviève-et-Saint-Maurice                     |
| Hôtel de préfecture des Hauts-de-Seine                           | Nanterre             | 167-177 avenue Joliot-Curie                                                                           | 48° 53′ 50″ nord, 2° 12′ 56″ est | « PA92000162 » | Inscrit                | 2019                | Image manquante Téléverser                                       |
| Usine pharmaceutique du Docteur Pierre                           | Nanterre             | 18, avenue du Général-Galliéni                                                                        | 48° 53′ 51″ nord, 2° 11′ 55″ est | « PA00088180 » | Inscrit                | 1992                | Usine pharmaceutique du Docteur Pierre                           |
| Folie Saint-James                                                | Neuilly-sur-Seine    | 16, avenue de Madrid                                                                                  | 48° 52′ 56″ nord, 2° 15′ 31″ est | « PA00088127 » | Classé                 | 1922                | Folie Saint-James                                                |
| Hôtel Lambiotte                                                  | Neuilly-sur-Seine    | 6, 8, boulevard du Château 2, 4, rue Sylvie                                                           | 48° 53′ 19″ nord, 2° 15′ 58″ est | « PA00088128 » | Inscrit                | 1984                | Image manquante Téléverser                                       |
| Hôtel Thouret                                                    | Neuilly-sur-Seine    | 68, boulevard Bourdon                                                                                 | 48° 53′ 38″ nord, 2° 16′ 08″ est | « PA00088129 » | Inscrit                | 1976                | Hôtel Thouret                                                    |
| Immeuble                                                         | Neuilly-sur-Seine    | 60bis, avenue Charles-de-Gaulle 12, rue d'Orléans                                                     | 48° 52′ 54″ nord, 2° 16′ 22″ est | « PA00088173 » | Inscrit                | 1991                | Immeuble                                                         |
| Maison du Commandant Charcot                                     | Neuilly-sur-Seine    | 53, boulevard du Commandant-Charcot                                                                   | 48° 52′ 41″ nord, 2° 15′ 24″ est | « PA00088130 » | Inscrit                | 1987                | Maison du Commandant Charcot                                     |
| Maison Sainte-Anne                                               | Neuilly-sur-Seine    | 68, 70, avenue du Roule                                                                               | 48° 53′ 00″ nord, 2° 16′ 33″ est | « PA00133002 » | Inscrit                | 1994                | Maison Sainte-Anne                                               |
| Maisons Jaoul                                                    | Neuilly-sur-Seine    | 81bis, rue de Longchamp                                                                               | 48° 52′ 48″ nord, 2° 15′ 14″ est | « PA00088131 » | Inscrit                | 1966                | Maisons Jaoul                                                    |
| Temple de l'Amour                                                | Neuilly-sur-Seine    | Île de la Jatte, pointe sud                                                                           | 48° 53′ 21″ nord, 2° 15′ 29″ est | « PA00088132 » | Classé                 | 1913                | Temple de l'Amour                                                |
| Église Saint-Jean-Baptiste                                       | Le Plessis-Robinson  | Place de la Mairie                                                                                    | 48° 46′ 57″ nord, 2° 15′ 45″ est | « PA00088133 » | Inscrit                | 1929                | Église Saint-Jean-Baptiste                                       |
| Église Notre-Dame-de-la-Pitié                                    | Puteaux              | Place de l'Église                                                                                     | 48° 52′ 46″ nord, 2° 14′ 35″ est | « PA00088134 » | Classé                 | 1975                | Église Notre-Dame-de-la-Pitié                                    |
| Caserne Guynemer                                                 | Rueil-Malmaison      | Avenue Paul-Doumer                                                                                    | 48° 52′ 50″ nord, 2° 11′ 10″ est | « PA00088135 » | Classé                 | 1974                | Caserne Guynemer                                                 |
| Château de Malmaison                                             | Rueil-Malmaison      | 12, 13, avenue du Château-de-la-Malmaison 2, rue Charles-Floquet                                      | 48° 52′ 15″ nord, 2° 10′ 01″ est | « PA00088170 » | Inscrit Classé         | 1942 1991           | Château de Malmaison                                             |
| Château de la Petite Malmaison                                   | Rueil-Malmaison      | 2, avenue Delille 229bis, avenue Napoléon-Bonaparte Rue du Commandant-Jacquot                         | 48° 52′ 11″ nord, 2° 09′ 38″ est | « PA00088136 » | Classé                 | 1995                | Château de la Petite Malmaison                                   |
| Domaine de Fouilleuse                                            | Rueil-Malmaison      | Avenue du Lieutenant-Colonel-de-Montbrison 85-97, avenue de Fouilleuse                                | 48° 51′ 40″ nord, 2° 11′ 45″ est | « PA00088137 » | Inscrit                | 1986                | Image manquante Téléverser                                       |
| Domaine de Vert-Mont                                             | Rueil-Malmaison      | 10, rue Charles-Floquet 5, avenue Tuck-Stell                                                          | 48° 52′ 14″ nord, 2° 10′ 22″ est | « PA00133015 » | Inscrit                | 1994                | Domaine de Vert-Mont                                             |
| Église Saint-Pierre-Saint-Paul                                   | Rueil-Malmaison      | Place de l'Église                                                                                     | 48° 52′ 35″ nord, 2° 10′ 53″ est | « PA00088138 » | Classé                 | 1941                | Église Saint-Pierre-Saint-Paul                                   |
| Hippodrome de Saint-Cloud                                        | Rueil-Malmaison      | 22 à 30, rue de l'Yser 99 à 111, rue du Lieutenant-Colonel-de-Montbrison                              | 48° 51′ 30″ nord, 2° 12′ 15″ est | « PA00088139 » | Inscrit                | 1986                | Hippodrome de Saint-Cloud                                        |
| Mausolée du Prince Impérial                                      | Rueil-Malmaison      | 7, avenue Marmontel 19, avenue Vigée-Lebrun                                                           | 48° 52′ 10″ nord, 2° 10′ 00″ est | « PA00135375 » | Inscrit                | 1995                | Mausolée du Prince Impérial                                      |
| Temple de l'Amour                                                | Rueil-Malmaison      | Avenue Marmontel avenue Delille                                                                       | 48° 52′ 08″ nord, 2° 09′ 49″ est | « PA00088140 » | Inscrit                | 1965                | Temple de l'Amour                                                |
| Église Saint-Clodoald                                            | Saint-Cloud          | 14, place Charles-de-Gaulle                                                                           | 48° 50′ 36″ nord, 2° 13′ 10″ est | « PA00135376 » | Inscrit                | 1995                | Église Saint-Clodoald                                            |
| Hippodrome de Saint-Cloud                                        | Saint-Cloud          | 1, Rue du Camp-Canadien                                                                               | 48° 51′ 30″ nord, 2° 12′ 15″ est | « PA00088142 » | Inscrit                | 1986                | Hippodrome de Saint-Cloud                                        |
| Hôpital de la Reine                                              | Saint-Cloud          | 3, place Silly                                                                                        | 48° 50′ 39″ nord, 2° 13′ 05″ est | « PA00088143 » | Classé                 | 1979                | Hôpital de la Reine                                              |
| Hôtel                                                            | Saint-Cloud          | 7, 9, rue d'Orléans                                                                                   | 48° 50′ 27″ nord, 2° 13′ 08″ est | « PA00088144 » | Inscrit                | 1967                | Hôtel                                                            |
| Jardin Stern                                                     | Saint-Cloud          | 7-9, avenue Pozzo-di-Borgo                                                                            | 48° 50′ 38″ nord, 2° 12′ 59″ est | « PA92000017 » | Inscrit                | 2006                | Jardin Stern                                                     |
| Parc de Saint-Cloud                                              | Saint-Cloud          | Parc de Saint-Cloud                                                                                   | 48° 50′ 00″ nord, 2° 12′ 00″ est | « PA00088141 » | Classé                 | 1900 1993 1994      | Parc de Saint-Cloud                                              |
| Villa Dall'Ava                                                   | Saint-Cloud          | 7 avenue Clodoald                                                                                     | 48° 51′ 21″ nord, 2° 13′ 06″ est | « PA92000161 » | Inscrit                | 22 mai 2018         | Villa Dall'Ava                                                   |
| Villa Mirande                                                    | Saint-Cloud          | 3, rue de Montesquiou                                                                                 | 48° 50′ 43″ nord, 2° 12′ 50″ est | « PA00088145 » | Inscrit                | 1986                | Image manquante Téléverser                                       |
| Église Saint-Jean-Baptiste                                       | Sceaux               | 1, rue du Docteur-Berger                                                                              | 48° 46′ 37″ nord, 2° 17′ 46″ est | « PA00088147 » | Inscrit                | 1929                | Église Saint-Jean-Baptiste                                       |
| Lycée Lakanal                                                    | Sceaux               | 3-7, avenue du Président-Franklin-Roosevelt                                                           | 48° 46′ 35″ nord, 2° 18′ 19″ est | « PA92000009 » | Inscrit                | 2001                | Lycée Lakanal                                                    |
| Lycée Marie-Curie                                                | Sceaux               | 1, rue Constant-Pilate                                                                                | 48° 46′ 39″ nord, 2° 17′ 17″ est | « PA92000008 » | Inscrit                | 2001                | Lycée Marie-Curie                                                |
| Maison d'André Lurçat                                            | Sceaux               | 21, rue Paul-Couderc                                                                                  | 48° 46′ 28″ nord, 2° 17′ 30″ est | « PA92000020 » | Inscrit                | 2010                | Maison d'André Lurçat                                            |
| Maison Badin                                                     | Sceaux               | 31, rue Paul-Couderc                                                                                  | 48° 46′ 27″ nord, 2° 17′ 25″ est | « PA92000022 » | Inscrit                | 2014                | Maison Badin                                                     |
| Maison Le Chalet Blanc                                           | Sceaux               | 2, rue du Lycée                                                                                       | 48° 46′ 46″ nord, 2° 18′ 14″ est | « PA00088148 » | Inscrit                | 1975                | Maison Le Chalet Blanc                                           |
| Marché aux bestiaux                                              | Sceaux               | 35 à 41, allée de Trévise 146, 148, avenue du Général-Leclerc                                         | 48° 46′ 29″ nord, 2° 18′ 45″ est | « PA00088181 » | Inscrit                | 1992                | Marché aux bestiaux                                              |
| Parc de Sceaux                                                   | Sceaux               | Parc de Sceaux                                                                                        | 48° 46′ 12″ nord, 2° 17′ 53″ est | « PA00088146 » | Inscrit Classé Inscrit | 1925 1928 1931 1993 | Parc de Sceaux                                                   |
| Villa Larrey                                                     | Sceaux               | 2bis, boulevard Desgranges                                                                            | 48° 46′ 55″ nord, 2° 17′ 33″ est | « PA92000007 » | Inscrit                | 2000                | Image manquante Téléverser                                       |
| Villa Trapenard                                                  | Sceaux               | 5, avenue Le-Nôtre                                                                                    | 48° 46′ 28″ nord, 2° 18′ 17″ est | « PA92000014 » | Inscrit                | 2005                | Villa Trapenard                                                  |
| Collège arménien                                                 | Sèvres               | 26, rue Troyon                                                                                        | 48° 49′ 31″ nord, 2° 13′ 37″ est | « PA92000011 » | Inscrit                | 2003                | Collège arménien                                                 |
| École nationale de céramique                                     | Sèvres               | 6, Grande-Rue                                                                                         | 48° 49′ 40″ nord, 2° 13′ 22″ est | « PA00088174 » | Classé                 | 1994                | École nationale de céramique                                     |
| Église Saint-Romain                                              | Sèvres               | Rue de l'Église                                                                                       | 48° 49′ 26″ nord, 2° 12′ 39″ est | « PA00088150 » | Inscrit                | 1937                | Église Saint-Romain                                              |
| Hôtel Montespan                                                  | Sèvres               | 164, Grande-Rue                                                                                       | 48° 49′ 17″ nord, 2° 12′ 10″ est | « PA00088151 » | Inscrit                | 1974                | Image manquante Téléverser                                       |
| Immeuble                                                         | Sèvres               | 11, place de la Libération                                                                            | 48° 50′ 40″ nord, 2° 13′ 10″ est | « PA00088153 » | Inscrit                | 1986                | Image manquante Téléverser                                       |
| Immeuble                                                         | Sèvres               | 17, Grande-Rue                                                                                        | 48° 49′ 36″ nord, 2° 13′ 15″ est | « PA00088152 » | Inscrit                | 1987                | Immeuble                                                         |
| Maison Gravant                                                   | Sèvres               | 14, rue de Ville-d'Avray                                                                              | 48° 49′ 29″ nord, 2° 12′ 28″ est | « PA00088154 » | Inscrit                | 1977                | Maison Gravant                                                   |
| Maison des Jardies                                               | Sèvres               | 14, avenue Gambetta                                                                                   | 48° 49′ 38″ nord, 2° 11′ 55″ est | « PA00088175 » | Inscrit Classé         | 1991 1995           | Maison des Jardies                                               |
| Manufacture des cristaux de la Reine                             | Sèvres               | 16, rue Troyon                                                                                        | 48° 49′ 34″ nord, 2° 13′ 34″ est | « PA00088149 » | Inscrit                | 1986                | Manufacture des cristaux de la Reine                             |
| Manufacture nationale de porcelaine                              | Sèvres               | Rue de Saint-Cloud                                                                                    | 48° 49′ 57″ nord, 2° 13′ 20″ est | « PA00088176 » | Classé                 | 1994                | Manufacture nationale de porcelaine                              |
| Manufacture royale de Sèvres                                     | Sèvres               | Avenue Léon-Journault Rue Brongniart                                                                  | 48° 49′ 43″ nord, 2° 13′ 21″ est | « PA00088155 » | Inscrit                | 1935                | Manufacture royale de Sèvres                                     |
| École de plein air de Suresnes                                   | Suresnes             | 58-60, avenue des Landes 96, rue de la Procession 70, rue du Pas-Saint-Maurice 15, chemin de la Motte | 48° 52′ 09″ nord, 2° 12′ 48″ est | « PA00088156 » | Classé                 | 2002                | École de plein air de Suresnes                                   |
| Lycée Paul-Langevin                                              | Suresnes             | 2, rue Maurice-Payret-Dortail                                                                         | 48° 52′ 37″ nord, 2° 13′ 20″ est | « PA00125469 » | Inscrit Classé         | 1993 1996           | Lycée Paul-Langevin                                              |
| Mont Valérien                                                    | Suresnes             | Boulevard Washington                                                                                  | 48° 52′ 24″ nord, 2° 12′ 48″ est | « PA00088157 » | Classé Inscrit         | 1922 1976           | Image manquante Téléverser                                       |
| Église Saint-Rémy                                                | Vanves               | Rue de la République                                                                                  | 48° 49′ 16″ nord, 2° 17′ 10″ est | « PA00088158 » | Inscrit                | 1928                | Église Saint-Rémy                                                |
| Lycée Michelet                                                   | Vanves               | Boulevard du Lycée                                                                                    | 48° 49′ 30″ nord, 2° 17′ 12″ est | « PA00088159 » | Inscrit                | 1986                | Lycée Michelet                                                   |
| Villa Stein                                                      | Vaucresson           | 17, rue du Professeur-Victor-Pauchet                                                                  | 48° 50′ 49″ nord, 2° 10′ 38″ est | « PA00088160 » | Classé                 | 2017                | Image manquante Téléverser                                       |
| Château de Thierry                                               | Ville-d'Avray        | 10 rue de Marnes                                                                                      | 48° 49′ 39″ nord, 2° 11′ 11″ est | « PA00088161 » | Inscrit                | 1973                | Château de Thierry                                               |
| Église Saint-Nicolas-et-Saint-Marc                               | Ville-d'Avray        | Place Charles-de-Gaulle 4, rue de Sèvres                                                              | 48° 49′ 36″ nord, 2° 11′ 23″ est | « PA00088162 » | Classé Inscrit         | 1928 1934           | Église Saint-Nicolas-et-Saint-Marc                               |
| Fontaine du Roi                                                  | Ville-d'Avray        | 1, rue de Saint-Cloud                                                                                 | 48° 49′ 40″ nord, 2° 11′ 20″ est | « PA00088163 » | Classé                 | 1942                | Fontaine du Roi                                                  |
| Parc de Saint-Cloud                                              | Ville-d'Avray        | Parc de Saint-Cloud                                                                                   | 48° 50′ 00″ nord, 2° 12′ 00″ est | « PA00133026 » | Classé                 | 1994                | Parc de Saint-Cloud                                              |
| Villa Augier-Prouvost                                            | Ville-d'Avray        | 17, avenue de Balzac                                                                                  | 48° 49′ 39″ nord, 2° 11′ 26″ est | « PA00088164 » | Inscrit                | 1975                | Villa Augier-Prouvost                                            |
| Villa Hefferlin                                                  | Ville-d'Avray        | 33, rue de Marnes                                                                                     | 48° 49′ 45″ nord, 2° 10′ 55″ est | « PA00088165 » | Inscrit                | 1974                | Villa Hefferlin                                                  |
| Maison de Corot                                                  | Ville-d'Avray        | 7, rue du Lac                                                                                         | 48° 49′ 20″ nord, 2° 11′ 04″ est | « PA92000167 » | Classé                 | 2024                | Maison de Corot                                                  |

## Pour approfondir